# Italienische Billie-Jean-King-Cup-Mannschaft
|                                                 |
| Teilnahmen der italienischen Fed-Cup-Mannschaft |

Die italienische Billie-Jean-King-Cup-Mannschaft ist die Nationalmannschaft Italiens, die im Billie Jean King Cup eingesetzt wird. Der Billie Jean King Cup (bis 1995 Federation Cup, 1996 bis 2020 Fed Cup) ist der große Nationenwettbewerb im Damentennis, analog dem Davis Cup bei den Herren.

## Geschichte
Erstmals nahm Italien 1963 am Billie Jean King Cup teil. Italien ist eines von nur vier Ländern, die an allen Billie-Jean-King-Cup-Meisterschaften teilgenommen haben. Gewinnen konnte Italien den Billie Jean King Cup in den Jahren 2006, 2009, 2010, 2013 und 2024.

## Teamchefs (unvollständig)
- Vittorio Crotta  –1992
- Vittorio Magnelli 1993
- Adriano Panatta 1994–1997
- Raffaella Reggi-Concato 1998–2001
- Roberta Vinci 2001 (für eine Begegnung)
- Corrado Barazzutti 2002–2016
- Tathiana Garbin seit 2017

## Spielerinnen der Mannschaft (unvollständig)
| Spielerinnen        | Einsätze | Einsätze | Einsätze   |
| Spielerinnen        | erster   | letzter  | Bilanz S/N |
| ------------------- | -------- | -------- | ---------- |
| Alberta Brianti     | 2011     | 2011     | 0:1        |
| Nastassja Burnett   | 2014     | 2014     | 0:1        |
| Maria Elena Camerin | 2001     | 2011     | 1:5        |
| Martina Caregaro    | 2016     | 2016     | 0:1        |
| Sara Errani         | 2008     | 2017     | 23:17      |
| Camila Giorgi       | 2014     | 2016     | 3:5        |
| Karin Knapp         | 2008     | 2016     | 3:4        |
| Alice Matteucci     | 2014     | 2014     | 0:1        |
| Jasmine Paolini     | 2017     | 2017     | 1:1        |
| Flavia Pennetta     | 2003     | 2015     | 25:5       |
| Flora Perfetti      | 1997     | 1998     | 3:0        |
| Camilla Rosatello   | 2017     | 2017     | 0:1        |
| Francesca Schiavone | 2002     | 2017     | 27:22      |
| Martina Trevisan    | 2017     | 2017     | 2:0        |
| Roberta Vinci       | 2001     | 2016     | 23:8       |